# ジェイ条約
ジェイ条約（Jay's Treaty）は、1794年11月にアメリカ合衆国とイギリスの間で調印された国際条約。（批准は翌1795年。）
ジェー条約とも表記される。

## 背景
1783年、アメリカ独立戦争の講和条約であるパリ条約で、イギリスはアメリカ合衆国の独立を承認した。しかし、政治的独立を認めたものの、その後の両国の経済関係については取り決めがなされていなかった。1789年に勃発したフランス革命が急進化し、1793年に革命政府がルイ16世を処刑するに至り、イギリスは対仏大同盟を結成して革命へ干渉する姿勢を鮮明にした。一方で、合衆国はフランス革命に対して中立の立場をとり、フランスとの貿易を継続しようとした。この米仏間の貿易をイギリスが妨害しようとしたことから、米英関係が緊張した。両国間の戦争回避にむけ、初代大統領のジョージ・ワシントンは、特使としてジョン・ジェイをイギリスへ派遣し、両国関係の改善を図った。こうして1794年、イギリスとの間にジェイ条約が調印されることになった。

## 内容
合衆国がイギリスに対して認めた内容は以下のように要約できる。
- ミシシッピ川をイギリスに開放
- イギリスの敵国（事実上フランス）の私掠船に対する補給の禁止
- アメリカ独立戦争以前のアメリカ人の負債をイギリス商人に支払う

条約の評価をめぐっては見解が分かれるが、当時の合衆国内部ではイギリスに対して屈服する印象を与えたため、批判的な見解が多かった。

## その後の展開
ジェイ条約は、国際的には英米関係の安定をもたらした。しかし、国内的には世論の分裂を引き起こした。条約を締結したジェイらが属する政治的党派である「フェデラリスト」は、国王の処刑にまで至ったフランス革命に賛意を抱かず、イギリス側を支持していた。一方で、アメリカ独立戦争にも協力してくれたフランスに共感を抱き、合衆国の建国理念にも通じる自由・平等を掲げるフランス革命を支持する声も強かった。彼らにとっては、ジェイ条約は独立戦争の協力者であったフランスへの裏切りであった。こうした勢力は「リパブリカン」としての結束を強めることとなり、初期の合衆国における党派対立の重要な軸となった。（なお、「フェデラリスト」と「リパブリカン」の対立構図は、合衆国の中央集権化、分権化など複数の対立軸があり、外交政策のみで区分されるものではない。）